# Перемога (фільм, 1984)
«Перемога» (рос. «Победа») — радянський двосерійний художній фільм режисера Євгена Матвєєва, знятий у 1984 році. Літературною основою картини є однойменний роман Олександра Чаковского.

## Сюжет
Влітку 1945 року, під час підготовки та проведення Потсдамської конференції, зустрілися двоє військових кореспондентів, радянський Михайло Воронов і американський Чарльз Брайт. Через 30 років вони знову зустрічаються, тепер під час Гельсінської наради європейських країн за мир і безпеку 1975 року. Фільм за романом А. Чаковського «Перемога» розповідає про протиборство двох світів — світу соціалізму і світу капіталізму. Ідеологічна основа фільму (як і роману) вибудувана в повній відповідності з реаліями часу створення. У виконанні акторів у фільмі показані реальні історичні персонажі — Сталін, Черчилль, Трумен та інші. Включені документальні кадри 1975 року з Брежнєвим, Вілсоном, Фордом, Тіто, Хонеккером, Чаушеску, Громико, Черненко та інші.

## У ролях
- Олександр Михайлов —  Михайло Воронов
- Андрій Миронов —  Чарльз Брайт
- Клаус-Петер Тіле —  Клаус Вернер  (озвучує Родіон Нахапетов)
- Рамаз Чхіквадзе —  Сталін
- Георгій Менглет —  Черчілль
- Альгімантас Масюліс —  Трумен
- Михайло Ульянов —  маршал Жуков
- Віктор Іллічов —  Громико  (озвучує Анатолій Кузнецов)
- Микола Засухін —  Молотов
- Гюнтер Грабберт —  Пік  (озвучує Артем Карапетян)
- Віктор Тарасов —  Берут
- Володимир Зельдін —  Бірнс
- Вітаутас Канцлеріс —  Стімсон
- Вадим Вільський - британський перекладач
- Гірт Яковлєв —  Стюарт
- Олег Голубицький —  Еттлі
- Наталія Вавилова —  Барбара
- Валерія Ризька —  Джейн  (озвучує Наталія Гурзо)
- Юрій Назаров —  Олександр Подольцев, кореспондент ТАСС
- Євген Матвєєв —  генерал Василь Степанович Карпов
- Юрій Кузьменков —  Гвоздков
- Павло Винник —  Поскрьобишев
- Фархад Ісрафілов —  Ніно Россі, італійський журналіст
- Сергій Голованов —  Вишинський
- Валентин Кулик —  генерал Антонов
- Геннадій Юхтін —  Артем Сергійович
- Олександр Аржиловський —  адмірал Кузнецов
- Олена Безносикова —  Лоуренс Лі
- Ірина Йонссон —  Діана Масон
- Антанас Габренас —  Девіс  (озвучує Олег Мокшанцев)
- Валеріан Виноградов —  Новиков, офіцер радянської делегації
- Леонід Сатановський —  Миколайчик
- Арніс Ліцитіс —  Гомулка
- Юрій Бєляєв —  Поль Дюкло, журналіст з «Франс Прес»
- Вадим Померанцев —  американський офіцер
- Вальдас Миколас Ятаутіс —  Гопкінс  (озвучує Ігор Ясулович)
- Паул Буткевич —  Іден
- Олександр Фриденталь —  Бевін
- Вадим Вильський —  британський перекладач
- Антра Лієдскалніня —  Клементина Черчилль
- Вадим Грачов —  Форрестол

## Творці фільму
- Автори сценарію — Вадим Трунін, Євген Матвєєв
- Постановка — Євгена Матвєєва
- Головний оператор — Леонід Калашников
- Композитор — Євген Птичкін
- Директора картини — Володимир Репніков, Курт Ліхтерфельдом